# Gajęcki Ług
Gajęcki Ług [ɡaˈjɛnt͡ski ˈwuk] (tiếng Đức: Groß Gelüch) là một khu định cư ở khu hành chính của Gmina Kobylanka, thuộc hạt Stargard, West Pomeranian Voivodeship, ở phía tây bắc Ba Lan.
Trước năm 1945, khu vực này là một phần của Đức. Đối với lịch sử của khu vực, xem Lịch sử của Pomerania.
Khu định cư có dân số 7 người.